# Doba (Ciad)
Doba è un comune del Ciad meridionale, capitale della provincia del Logone Orientale e capoluogo del dipartimento di La Pendé. Secondo il censimento del 1993 ha una popolazione di 17 920 abitanti.
Le recenti scoperte di risorse petrolifere nella zona potrebbero incrementare lo sviluppo della città.